# 帰り道は遠回りしたくなる
『帰り道は遠回りしたくなる』（かえりみちはとおまわりしたくなる）は、日本の女性アイドルグループ乃木坂46の楽曲。2018年11月14日に乃木坂46の22作目のシングルとしてN46Div.から発売された。秋元康が作詞、渡邉俊彦が作曲した。楽曲のセンターポジションは今作をもってグループを卒業する西野七瀬が務めた。第69回NHK紅白歌合戦歌唱曲。

## 背景とリリース
Type-A・B・C・D、通常盤の5形態で発売。Type-A〜Dの特典ディスクは前作までDVDだったが本作で初のBlu-ray化となった。前作「ジコチューで行こう!」から約3か月ぶりのシングル。
本作の発売は2018年9月24日に放送された冠番組『乃木坂工事中』（テレビ愛知）のエンディングで発表され、10月1日放送回で選抜メンバーおよびフォーメーションが発表された。10月8日にポートメッセなごやで開催された全国握手会でタイトルが発表された。リリースに先駆け11月7日より先行配信が開始された。同年11月9日放送の『ミュージックステーション』（テレビ朝日）で表題曲「帰り道は遠回りしたくなる」がテレビ初披露された。
センターの西野七瀬は2018年をもってグループを卒業するため、2018年最後のパフォーマンスとなった12月31日の『第69回NHK紅白歌合戦』（NHK）では西野がセンターポジションに立って披露し、その数時間後に2019年最初の披露となった『CDTVスペシャル！年越しプレミアライブ2018→2019』（TBS）でのパフォーマンスでは秋元真夏が代わってセンターを務めた。

## アートワーク
| Type-A 表 | 西野七瀬                                                                 |
| Type-B 表 | 齋藤飛鳥・白石麻衣                                                       |
| Type-C 表 | 与田祐希・生田絵梨花・梅澤美波・山下美月                                 |
| Type-D 表 | 秋元真夏・衛藤美彩・若月佑美・星野みなみ・桜井玲香・堀未央奈・松村沙友理 |
| 通常盤 表 | 斉藤優里・佐藤楓・井上小百合・大園桃子・伊藤理々杏・新内眞衣・高山一実   |

グループにとって初めて「冬」をテーマに制作され、「白に染まった幻想的でアートな空間」をコンセプトに、10月上旬に都内のスタジオで撮影された。白で統一された5つの部屋を美術で作り込まれ、西野七瀬のソロショットであるType-Aのジャケット写真は西野の「自分の部屋」がテーマとなっており、実際に西野の私物が置物として使用された。撮影当日は降雪機を実際に使用して「一発撮り」にこだわった。カメラマンは伊藤大介が担当した。

## チャート成績
本作は2018年11月26日付オリコン週間シングルランキングで推定売上約106万3000枚を記録し、21作連続初登場1位を獲得した。発売初週100万枚超えは20thシングル「シンクロニシティ」に次いで2作目となり、累積売上100万枚突破も17thシングル「インフルエンサー」から6作連続となった。

## ミュージック・ビデオ
帰り道は遠回りしたくなる
監督：関和亮、脚本：澤本嘉光、企画：田母神龍、歌唱衣装：森俊輔、振付：CRE8BOY
9月上旬に栃木県と群馬県、および都内のスタジオで撮影された。コンセプトは「人生は様々な偶然が重なって変わっていく」で、センターを務める西野七瀬が学生とアイドルの2役を同時に演じ、それぞれの道で幸せな人生を歩み続けていくというストーリー仕立てのミュージック・ビデオに仕上がっている。グループとして実際にあったエピソードや、西野以外のメンバーから見たこれまでに印象深かった西野など、事前にリサーチが行われ各シーンで採用されている。
キャラバンは眠らない
監督：横堀光範
9月下旬から10月上旬にかけて撮影された。様々な若者が、友達関係や部活、進路や家庭、生きていく中での困難やトラブルに立ち向かう姿をそれぞれのメンバーが演じるストーリー仕立てのミュージック・ビデオに仕上がっている。撮影期間は、各メンバー別々の撮影であったため、グループ史上最長の5日間となった。
つづく
監督：湯浅弘章
10月上旬に東京都荒川区のあらかわ遊園や練馬区のとしまえんなどで撮影された。10年先の未来で、子どもを連れて遊園地に遊びに行く1人の幸せな女性を西野が演じ、1枚のポスターから過去の思い出が甦る、西野の卒業に合わせたミュージック・ビデオに仕上がっている。劇中には実際の西野の部屋にある小物も使用されている。西野にとっては初めて子どもを抱く経験で、子どもの重さや母親の苦労を実感した。
日常
監督：今泉力哉
9月下旬に茨城県で撮影された。とある遊牧民たちの「日常」をシュールなコメディーとして描いたストーリー仕立てのミュージック・ビデオに仕上がっている。
告白の順番
監督：荒船泰廣
9月下旬に福島県で撮影された。解散が決定している劇団のメンバーが最終公演に向けて準備を進める最中に、メンバーの1人が記憶喪失に陥ってしまうといったドラマ仕立てのミュージック・ビデオに仕上がっている。若月にとっては本作が最後のミュージック・ビデオとなる。

## メディアでの使用
帰り道は遠回りしたくなる
はるやま商事 「アイシャツ完全ノーアイロンを疑え」薦CMソング。
フジテレビ系『乃木坂46のザ・ドリームバイト!』オープニングテーマ。
キャラバンは眠らない
日本赤十字社 『はたちの献血』「エール」篇CMソング。

## シングル収録トラック

### Type-A
| #         | タイトル                                    | 作詞      | 作曲      | 編曲               | 時間  |
| --------- | ------------------------------------------- | --------- | --------- | ------------------ | ----- |
| 1.        | 「帰り道は遠回りしたくなる」                | 秋元康    | 渡邉俊彦  | 渡邉俊彦、早川博隆 | 4:29  |
| 2.        | 「キャラバンは眠らない」                    | 秋元康    | CottON    | CottON             | 4:09  |
| 3.        | 「つづく」                                  | 秋元康    | 若田部誠  | 若田部誠           | 4:28  |
| 4.        | 「帰り道は遠回りしたくなる off vocal ver.」 |           | 渡邉俊彦  | 渡邉俊彦、早川博隆 | 4:29  |
| 5.        | 「キャラバンは眠らない off vocal ver.」     |           | CottON    | CottON             | 4:09  |
| 6.        | 「つづく off vocal ver.」                   |           | 若田部誠  | 若田部誠           | 4:27  |
| 合計時間: | 合計時間:                                   | 合計時間: | 合計時間: | 合計時間:          | 26:11 |

| #         | タイトル                                 | 作詞      | 作曲・編曲 | 監督                 | 時間 |
| --------- | ---------------------------------------- | --------- | ---------- | -------------------- | ---- |
| 1.        | 「帰り道は遠回りしたくなる Music Video」 |           |            | 関和亮               | 5:21 |
| 2.        | 「つづく Music Video」                   |           |            | 湯浅弘章             | 4:45 |
| 3.        | 「生田絵梨花」                           |           |            | 森翔太               | 4:28 |
| 4.        | 「井上小百合」                           |           |            | 頃安祐良             | 4:40 |
| 5.        | 「衛藤美彩」                             |           |            | 上田浩和、中西尚人   | 4:57 |
| 6.        | 「白石麻衣」                             |           |            | 月田茂               | 5:25 |
| 7.        | 「星野みなみ」                           |           |            | 高崎絢斗、宇野まほみ | 5:04 |
| 8.        | 「松村沙友理」                           |           |            | 泉田岳               | 5:31 |
| 9.        | 「与田祐希」                             |           |            | 鈴木郁実             | 4:02 |
| 合計時間: | 合計時間:                                | 合計時間: | 44:13      |                      |      |

### Type-B
| #         | タイトル                                    | 作詞      | 作曲                   | 編曲                   | 時間  |
| --------- | ------------------------------------------- | --------- | ---------------------- | ---------------------- | ----- |
| 1.        | 「帰り道は遠回りしたくなる」                | 秋元康    | 渡邉俊彦               | 渡邉俊彦、早川博隆     | 4:29  |
| 2.        | 「キャラバンは眠らない」                    | 秋元康    | CottON                 | CottON                 | 4:09  |
| 3.        | 「日常」                                    | 秋元康    | Akira Sunset、野口大志 | Akira Sunset、野口大志 | 4:08  |
| 4.        | 「帰り道は遠回りしたくなる off vocal ver.」 |           | 渡邉俊彦               | 渡邉俊彦、早川博隆     | 4:29  |
| 5.        | 「キャラバンは眠らない off vocal ver.」     |           | CottON                 | CottON                 | 4:09  |
| 6.        | 「日常 off vocal ver.」                     |           | Akira Sunset、野口大志 | Akira Sunset、野口大志 | 4:07  |
| 合計時間: | 合計時間:                                   | 合計時間: | 合計時間:              | 合計時間:              | 25:31 |

| #         | タイトル                                 | 作詞      | 作曲・編曲 | 監督               | 時間 |
| --------- | ---------------------------------------- | --------- | ---------- | ------------------ | ---- |
| 1.        | 「帰り道は遠回りしたくなる Music Video」 |           |            | 関和亮             | 5:21 |
| 2.        | 「日常 Music Video」                     |           |            | 今泉力哉           | 5:07 |
| 3.        | 「秋元真夏」                             |           |            | 山田篤宏           | 6:04 |
| 4.        | 「伊藤理々杏」                           |           |            | タナカシンゴ       | 4:36 |
| 5.        | 「梅澤美波」                             |           |            | 吉村一平、山本篤彦 | 5:21 |
| 6.        | 「齋藤飛鳥」                             |           |            | 東市篤憲           | 3:20 |
| 7.        | 「高山一実」                             |           |            | 島田欣征           | 5:35 |
| 8.        | 「山下美月」                             |           |            | 山田裕之介         | 4:46 |
| 9.        | 「若月佑美」                             |           |            | maxilla            | 3:31 |
| 合計時間: | 合計時間:                                | 合計時間: | 43:41      |                    |      |

### Type-C
| #         | タイトル                                    | 作詞      | 作曲      | 編曲               | 時間  |
| --------- | ------------------------------------------- | --------- | --------- | ------------------ | ----- |
| 1.        | 「帰り道は遠回りしたくなる」                | 秋元康    | 渡邉俊彦  | 渡邉俊彦、早川博隆 | 4:29  |
| 2.        | 「キャラバンは眠らない」                    | 秋元康    | CottON    | CottON             | 4:09  |
| 3.        | 「告白の順番」                              | 秋元康    | 安部純    | 安部純             | 4:08  |
| 4.        | 「帰り道は遠回りしたくなる off vocal ver.」 |           | 渡邉俊彦  | 渡邉俊彦、早川博隆 | 4:29  |
| 5.        | 「キャラバンは眠らない off vocal ver.」     |           | CottON    | CottON             | 4:09  |
| 6.        | 「告白の順番 off vocal ver.」               |           | 安部純    | 安部純             | 4:07  |
| 合計時間: | 合計時間:                                   | 合計時間: | 合計時間: | 合計時間:          | 25:31 |

| #         | タイトル                                 | 作詞      | 作曲・編曲 | 監督             | 時間 |
| --------- | ---------------------------------------- | --------- | ---------- | ---------------- | ---- |
| 1.        | 「帰り道は遠回りしたくなる Music Video」 |           |            | 関和亮           | 5:21 |
| 2.        | 「告白の順番 Music Video」               |           |            | 荒船泰廣         | 6:43 |
| 3.        | 「大園桃子」                             |           |            | 佐藤克則         | 4:28 |
| 4.        | 「斉藤優里」                             |           |            | 吉川エリ         | 5:00 |
| 5.        | 「桜井玲香」                             |           |            | 伊藤衆人         | 5:05 |
| 6.        | 「佐藤楓」                               |           |            | 中村太洸         | 4:28 |
| 7.        | 「新内眞衣」                             |           |            | ナカジマセイト   | 4:19 |
| 8.        | 「西野七瀬」                             |           |            | 林希、賀内健太郎 | 7:46 |
| 9.        | 「堀未央奈」                             |           |            | 稲葉秀樹         | 4:30 |
| 合計時間: | 合計時間:                                | 合計時間: | 47:40      |                  |      |

### Type-D
| #         | タイトル                                    | 作詞      | 作曲       | 編曲               | 時間  |
| --------- | ------------------------------------------- | --------- | ---------- | ------------------ | ----- |
| 1.        | 「帰り道は遠回りしたくなる」                | 秋元康    | 渡邉俊彦   | 渡邉俊彦、早川博隆 | 4:29  |
| 2.        | 「キャラバンは眠らない」                    | 秋元康    | CottON     | CottON             | 4:09  |
| 3.        | 「ショパンの嘘つき」                        | 秋元康    | 山本加津彦 | 山本加津彦         | 4:08  |
| 4.        | 「帰り道は遠回りしたくなる off vocal ver.」 |           | 渡邉俊彦   | 渡邉俊彦、早川博隆 | 4:29  |
| 5.        | 「キャラバンは眠らない off vocal ver.」     |           | CottON     | CottON             | 4:09  |
| 6.        | 「ショパンの嘘つき off vocal ver.」         |           | 山本加津彦 | 山本加津彦         | 4:07  |
| 合計時間: | 合計時間:                                   | 合計時間: | 合計時間:  | 合計時間:          | 25:31 |

| #         | タイトル                                                           | 作詞      | 作曲・編曲 | 監督     | 時間  |
| --------- | ------------------------------------------------------------------ | --------- | ---------- | -------- | ----- |
| 1.        | 「帰り道は遠回りしたくなる Music Video」                           |           |            | 関和亮   | 5:21  |
| 2.        | 「キャラバンは眠らない Music Video」                               |           |            | 横堀光範 | 5:29  |
| 3.        | 「Documentary of 西野七瀬 〜あなたとあの季節に出逢えてよかった〜」 |           |            |          | 59:05 |
| 合計時間: | 合計時間:                                                          | 合計時間: | 69:55      |          |       |

### 通常盤
| #         | タイトル                                    | 作詞      | 作曲      | 編曲               | 時間  |
| --------- | ------------------------------------------- | --------- | --------- | ------------------ | ----- |
| 1.        | 「帰り道は遠回りしたくなる」                | 秋元康    | 渡邉俊彦  | 渡邉俊彦、早川博隆 | 4:29  |
| 2.        | 「キャラバンは眠らない」                    | 秋元康    | CottON    | CottON             | 4:09  |
| 3.        | 「知りたいこと」                            | 秋元康    | 佐々木裕  | 佐々木裕           | 4:37  |
| 4.        | 「帰り道は遠回りしたくなる off vocal ver.」 |           | 渡邉俊彦  | 渡邉俊彦、早川博隆 | 4:29  |
| 5.        | 「キャラバンは眠らない off vocal ver.」     |           | CottON    | CottON             | 4:09  |
| 6.        | 「知りたいこと off vocal ver.」             |           | 佐々木裕  | 佐々木裕           | 4:36  |
| 合計時間: | 合計時間:                                   | 合計時間: | 合計時間: | 合計時間:          | 26:29 |

## 歌唱メンバー

### 帰り道は遠回りしたくなる
（センター：西野七瀬）
- 3列目：斉藤優里、井上小百合、佐藤楓、大園桃子、伊藤理々杏、新内眞衣、高山一実[5]
- 2列目：衛藤美彩、秋元真夏、堀未央奈、若月佑美、星野みなみ、桜井玲香、松村沙友理[5]
- 1列目：梅澤美波、山下美月、齋藤飛鳥、西野七瀬、白石麻衣、生田絵梨花、与田祐希[5]

選抜メンバーは20thシングル「シンクロニシティ」から3作続けて21人で、1列目と2列目の計14人が「十四福神」となっている。センターは、2018年内の活動をもってグループから卒業することを発表し、本作が乃木坂46としての最後のシングルとなる西野七瀬で、11thシングル「命は美しい」以来11作ぶりの単独センター。ダブルセンターを含めると19thシングル「いつかできるから今日できる」以来3作ぶり7回目のセンターで、卒業メンバーの生駒里奈の6回を上回って、メンバーの表題曲センター回数としては単独最多となった。伊藤理々杏、佐藤楓が初選抜。星野みなみは18thシングル「逃げ水」以来4作ぶり、本作が発売される2018年11月をもってグループを卒業する若月佑美は19thシングル「いつかできるから今日できる」以来3作ぶりに福神復帰となった。前作からは、岩本蓮加と鈴木絢音が選抜から外れた。

### キャラバンは眠らない
（センター：齋藤飛鳥）
- 伊藤理々杏、岩本蓮加、梅澤美波、大園桃子、北野日奈子、久保史緒里、齋藤飛鳥、佐藤楓、鈴木絢音、寺田蘭世、樋口日奈、星野みなみ、堀未央奈、山下美月、与田祐希、渡辺みり愛[31]

若手を中心に編成されたメンバー。

### つづく
- 西野七瀬[31]

乃木坂46として自身最後のソロ曲。

### 日常
（センター：北野日奈子）
- 伊藤かりん、伊藤純奈、岩本蓮加、川後陽菜、北野日奈子、久保史緒里、阪口珠美、佐々木琴子、鈴木絢音、寺田蘭世、中田花奈、中村麗乃、樋口日奈、向井葉月、山崎怜奈、吉田綾乃クリスティー、渡辺みり愛、和田まあや[31]

アンダーメンバーによる楽曲。

### 告白の順番
（ユニット名：女子校カルテット）
- 秋元真夏、桜井玲香、中田花奈、若月佑美[31]

### ショパンの嘘つき
- 生田絵梨花、白石麻衣、松村沙友理[31]

### 知りたいこと
- 齋藤飛鳥、星野みなみ、山下美月、与田祐希[31]